# Metro Tamburello
Il Metro Tamburello è un servizio ferroviario suburbano operante lungo la costa tirrenica della Calabria, nella città metropolitana di Reggio Calabria. Il nome è ispirato al tipico strumento musicale calabrese, il tamburello, in omaggio alla tradizione musicale e culturale locale.

## Storia
Il servizio è stato istituito nei primi anni 2000 come potenziamento del trasporto pubblico locale, con l’obiettivo di migliorare la mobilità urbana e intercomunale lungo l’asse tirrenico calabrese. Collega diverse località comprese tra Rosarno e Melito di Porto Salvo, passando per il capoluogo Reggio Calabria.

## Caratteristiche
- Lunghezza totale: circa 90 km
- Numero di stazioni: 23
- Gestore dell’infrastruttura: Rete Ferroviaria Italiana (RFI)
- Esercente del servizio: Trenitalia
- Tipologia di servizio: treni regionali suburbani con fermate frequenti

- Alimentazione: elettrica (3 kV CC)
- Frequenza: 46 treni al giorno

## Materiale rotabile
Il servizio è attualmente svolto con treni ALe 501/502 Minuetto, Pop e dagli ultimi Ale 668 ancora in servizio. 
È in corso l’introduzione dei nuovi treni Blues (ibridi elettrico-diesel-batteria) che finirà entro il 2026, nell’ambito del rinnovamento e potenziamento della flotta regionale calabrese.

## Sviluppi futuri
La Regione Calabria, in collaborazione con Trenitalia e RFI, ha pianificato un potenziamento del servizio entro il 2026. Tra gli obiettivi figurano l'incremento delle frequenze nelle ore di punta, il miglioramento delle infrastrutture (banchine, accessibilità, info-mobilità), il rinnovo completo del materiale rotabile e l'aggiunta di collegamenti diretti con il porto di Gioia Tauro e l’aeroporto di Reggio Calabria.